# Olof Guldbrandsson
Olof Guldbrandsson i riksdagen kallad Guldbrandsson i Norra Ämterud, född 29 december 1850 i Eda socken, död där 11 maj 1939, var en svensk lantbrukare och politiker (liberal).
Olof Guldbrandsson, som var son till en torpare, var lantbrukare i Norra Ämterud i Eda socken, där han också var kommunalstämmans och kommunalfullmäktiges ordförande. Han var också ledamot i Värmlands läns landsting 1907–1922.
Han var riksdagsledamot i andra kammaren för Jösse domsagas valkrets 1900–1902 och tillhörde Frisinnade landsföreningens riksdagsgrupp Liberala samlingspartiet.